# 3743 Pauljaniczek
3743 Pauljaniczek este un asteroid din centura principală, descoperit pe 10 martie 1983 de Evan Barr.